# Мунтазар ел Зејди
Мунтазар ел Зејди (арап. منتظر الزيدي; Багдад, 12. новембар 1979) је ирачки новинар који је бацио ципелу на Џорџа В. Буша, приликом последње Бушове посете Ираку у својству председника САД дана 14. децембра 2008. године.